# Diostracus dicercaeus
Diostracus dicercaeus är en tvåvingeart som beskrevs av Wei och Liu 1996. Diostracus dicercaeus ingår i släktet Diostracus och familjen styltflugor.
Artens utbredningsområde är Guizhou (Kina). Inga underarter finns listade i Catalogue of Life.